# 比格湖
比格湖或比格水庫 (英語： 德語：)是德國的一座水庫。它座落於Sauerland的南部地區，在Olpe和Attendorn之間。

## 外部連結
- Der Biggesee, Ruhrverband
- Stauanlagenverzeichnis NRW （页面存档备份，存于）